# Nes kommuna
Nes kommuna er en kommune på Færøerne. Den omfatter bygderne Toftir, Saltnes og Nes på Eysturoy. Kommunen blev udskilt fra Skála kommuna i 1967. Til trods for sit beskedne areal på bare 14 km², er Nes kommuna folkerig, og er en af de færøske kommuner, der har den højeste befolkningstæthed.
1. januar 2016 havde Nes kommuna 1.237 indbyggere.

## Politik
Ved kommunalvalget 13. november 2012 var valgdeltagelsen 84,2%. Til kommunalvalget opstilles der ikke partipolitisk, og liste A fik 5 mandater og liste B, som kun bestod af kvinder fik 2. 
Jóhannus Danielsen fik en enkelt stemme mere end sin nærmeste listefælle, og kunne overtage borgmesterposten efter Símun Johannesen, der ikke genopstillede.
| Liste | Parti       | Stemmer | Procent | Mandater | Mandater |
| ----- | ----------- | ------- | ------- | -------- | -------- |
| A     | Lokalliste  | 545     | 74,15   | 5        | 0        |
| B     | Kvindeliste | 190     | 25,85   | 2        | 0        |
|       | I alt       | 736     | 100     | 7        | 0        |

| Liste A        | Liste A               | Liste A        | Liste B           | Liste B              | Liste B           |
| Fólkaflokkurin | Fólkaflokkurin        | Fólkaflokkurin | Sambandsflokkurin | Sambandsflokkurin    | Sambandsflokkurin |
| Nr             | Kandidat              | Stemmer        | Nr                | Kandidat             | Stemmer           |
| -------------- | --------------------- | -------------- | ----------------- | -------------------- | ----------------- |
| 1.             | Álvur Højgaard        | 2              | 1.                | Súnfríð Jacobsen     | 28                |
| 2.             | Tummas Eliassen       | 32             | 2.                | Sigvør Nesá          | 16                |
| 3.             | Súni í Hjøllum        | 95             | 3.                | Peddy Højgaard       | 15                |
| 4.             | Petur í Túni          | 16             | 4.                | Olivia Langgaard     | 4                 |
| 5.             | Petur Jákup Petersen  | 46             | 5.                | Katrin Poulsen       | 9                 |
| 6.             | Niclas Davidsen       | 80             | 6.                | Ida Jacobsen         | 3                 |
| 7.             | Mortan Højgaard       | 73             | 7.                | Fríða Lómstein       | 7                 |
| 8.             | Jóhannus Danielsen    | 96             | 8.                | Eydna Olsen          | 10                |
| 9.             | Jákup Martin Kjeld    | 41             | 9.                | Elin á Torkilsheyggi | 85                |
| 10.            | Jákup Alfredson Olsen | 53             | 10.               | Edith Olsen          | 5                 |
| 11.            | Hans Eiler Hammer     | 11             | 11.               | Anni Benjaminsen     | 6                 |
|                | Liste                 | 0              |                   | Liste                | 2                 |